# Kaon
Kaon  (tudi K mezon) (oznaka {\displaystyle K\,}) je katerikoli izmed štirih podatomskih delcev (mezonov), ki jih označujemo s {\displaystyle K^{0},K^{+},K^{-}\,}. Zanje je značilno, da vsebujejo čudni kvark ali čudni antikvark. 

## Odkritje
Kaoni so bili odkriti leta 1947 v kozmičnih žarkih  kot posledico trka piona z nevtronom
{\displaystyle \pi ^{+}+n=K^{+}+\Lambda \,}.

## Lastnosti
Kaoni so bozoni (njihov spin je 0). Sestavljeni so iz kvarkov prve generacije. Čeprav se {\displaystyle K^{0}\,} in njegov antidelec {\displaystyle {\bar {K}}^{0}\,} običajno pojavljata kot rezultat močne interakcije, razpadata pod vplivom šibke interakcije. Zaradi tega ju lahko smatramo kot dve lastni stanji (superpozicija dveh stanj), ki imata zelo različni srednji življenjski dobi. Označujemo ju kot {\displaystyle K_{L}\,} (za delec z daljšo življenjsko dobo - dolgodoben, L izhaja iz angleške besede long, kar pomeni dolg) in {\displaystyle K_{S}\,} (za delec s krajšo življenjsko dobo - kratkodoben, S izhaja iz angleške besede short, kar pomeni kratek). Oba kaona tudi različno razapadata. Kaon {\displaystyle K_{S}\,} najpogosteje razpade na dva piona, kaon {\displaystyle K_{L}\,} pa razpade na tri pione. Različna razpada nevtralnih kaonov je pripeljalo do odkritja zloma parnosti v šibkih interakcijah. To pomeni, da se v šibkih interakcijah parnost ne ohranja. Na ta način pa razpadajo mezoni. 

## Pregled kaonov
V preglednici so podani nekateri osnovni podatki o kaonih:
| ime delca        | delec oznaka                | antidelec                        | kvarki                                                                   | mirovna masa (MeV/c2) | IG  | JPC | S   | C | B' | srednji življenjski čas (s) | običajni razpad (>5% razpadov)                                      |
| ---------------- | --------------------------- | -------------------------------- | ------------------------------------------------------------------------ | --------------------- | --- | --- | --- | - | -- | --------------------------- | ------------------------------------------------------------------- |
| Kaon             | {\displaystyle K^{+}\,}     | {\displaystyle K^{-}\,}          | {\displaystyle u{\bar {s}}}                                              | 0,493677±0,016        | 1/2 | 0−  | 1   | 0 | 0  | (1,2380±0,0021).10-8        | µ+ + νµ ali π+ + π0 π+ + π+ + π- ali π0 + e+ + νe                   |
| Kaon             | {\displaystyle K^{0}\,}     | {\displaystyle {\bar {K}}^{0}\,} | {\displaystyle d{\bar {s}}\,}                                            | 0,497614±0,024        | 1/2 | 0−  | 1   | 0 | 0  |                             |                                                                     |
| Kaon kratkodoben | {\displaystyle K_{S}^{0}\,} | sam sebi                         | {\displaystyle \mathrm {\tfrac {d{\bar {s}}-s{\bar {d}}}{\sqrt {2}}} \,} | 0,497614±0,024        | 1/2 | 0−  | (*) | 0 | 0  | (8,953±0,005).10-11         | π+ + π- ali π0 + π0                                                 |
| Kaon dolgodoben  | {\displaystyle K_{L}^{0}\,} | sam sebi                         | {\displaystyle \mathrm {\tfrac {d{\bar {s}}+s{\bar {d}}}{\sqrt {2}}} \,} | (0,497614±0,024)      | 1/2 | 0−  | (*) | 0 | 0  | (5,116±0,020).10-8          | π+- + π-+ + νe ali π+- + µ-+ + νµ ali π0 + π0 + π0 ali π+ + π0 + π- |

Opomba: Masi za {\displaystyle K_{S}^{0}\,} in {\displaystyle K_{L}^{0}\,} sta tukaj podani kot masi enaki kaonu {\displaystyle K^{0}\,}, čeprav je znano, da je razlika med masama za {\displaystyle K_{S}^{0}\,} in {\displaystyle K_{L}^{0}\,} velika okoli 2,2.10-11MeV/c2 .